# Amoj Jacob
P.A. Amoj Jacob (né le 2 mai 1998) est un athlète indien, spécialiste du 400 mètres.

## Carrière
Le 4 juin 2017, il porte son record personnel à 46 s 26 à Patiala, ce qui lui permet de faire partie de l'équipe du relais 4 x 400 m, championne d'Asie à Bhubaneswar le 9 juillet. Il termine 4e, à 1/10e du médaillé de bronze omanais, lors de l'épreuve individuelle du 7 juillet, derrière ses deux autres compatriotes, Mohammad Anas et Arokia Rajiv.
Lors des Championnats du monde de Budapest il bat le record d'Asie du 4 × 400 m en compagnie de Mohammad Anas, Muhammed Ajamal et Rajesh Ramesh.

## Palmarès
| Date | Compétition                 | Lieu              | Résultat | Épreuve         | Temps         |
| ---- | --------------------------- | ----------------- | -------- | --------------- | ------------- |
| 2016 | Championnats d'Asie juniors | Hô-Chi-Minh-Ville | 1er      | 800 m           | 1 min 51 s 82 |
| 2016 | Championnats d'Asie juniors | Hô-Chi-Minh-Ville | 2e       | 4 x 400 m       | 3 min 12 s 12 |
| 2017 | Championnats d'Asie         | Bhubaneswar       | 4e       | 400 m           | 46 s 49       |
| 2017 | Championnats d'Asie         | Bhubaneswar       | 1er      | 4 x 400 m       | 3 min 02 s 92 |
| 2018 | Jeux du Commonwealth        | Gold Coast        | finale   | 4 x 400 m       | DNF           |
| 2023 | Championnats d'Asie         | Bangkok           | 2e       | 4 × 400 m       | 3 min 1 s 80  |
| 2023 | Championnats d'Asie         | Bangkok           | 1er      | 4 × 400 m mixte | 3 min 14 s 70 |
| 2023 | Championnats du monde       | Budapest          | 5e       | 4 × 400 m       | 2 min 59 s 92 |
| 2023 | Jeux asiatiques             | Hangzhou          | 1er      | 4 x 400 m       | 3 min 01 s 58 |

## Records
| Épreuve | Performance | Lieu    | Date         |
| ------- | ----------- | ------- | ------------ |
| 400 m   | 45 s 68     | Patiala | 16 mars 2021 |